# Acheilognathus polyspinus
Acheilognathus polyspinus är en fiskart som först beskrevs av Holcík 1972.  Acheilognathus polyspinus ingår i släktet Acheilognathus och familjen karpfiskar. IUCN kategoriserar arten globalt som otillräckligt studerad. Inga underarter finns listade i Catalogue of Life.